# Actinor
Actinor radians es una especie de lepidópteros ditrisios de la subfamilia Hesperiinae  dentro de la familia Hesperiidae., Actinor es un género monotípico del Himalaya.

## Descripción
Macho: Tiene el haz de color marrón, peludo con escalas basales amarillas. Cilios cenicientos en blanco: las alas anteriores con una mancha de color amarillo pálido en el extremo, y una banda continua transversal irregular discal de puntos con sus ángulos inferiores hacia el exterior continua a lo largo de las venas, alas posteriores con una raya amarilla en el extremo y una banda corta discal con rayos externos. Más pálido de abajo, minuciosamente moteado de color blanco amarillenta, el margen posterior es también ampliamente amarillo, las alas posteriores con una mancha subbasal, todas las venas, y dos (una mediana y una discal) bandas sinuosas transversales de color amarillo pálido. Palpos, debajo del cuerpo y las piernas de color blanco amarillento.
Tiene una enverdadura de 4 cm.

## Distribución
La mariposa se distribuye desde Chitral a Kumaon en el Himalaya hasta los 1200 metros de altitud.